# Beipai (sockenhuvudort i Kina, Zhejiang Sheng, lat 27,65, long 119,71)
Beipai (kinesiska: 碑排乡) är en sockenhuvudort i Kina. Den ligger i provinsen Zhejiang, i den östra delen av landet, omkring 290 kilometer söder om provinshuvudstaden Hangzhou. Antalet invånare är 838. Befolkningen består av 357 kvinnor och 481 män. Barn under 15 år utgör 12,0 %, vuxna 15-64 år 60 %, och äldre över 65 år 26,0 %.
Runt Beipai är det ganska tätbefolkat, med 134 invånare per kvadratkilometer. Närmaste större samhälle är Siqian, 7,8 km öster om Beipai. I omgivningarna runt Beipai växer i huvudsak blandskog.
Genomsnittlig årsnederbörd är 2 328 millimeter. Den regnigaste månaden är juni, med i genomsnitt 383 mm nederbörd, och den torraste är januari, med 67 mm nederbörd.